# Grand TV
Grand-TV (Гранд-ТВ) — кировская телекомпания. Региональный партнёр федерального телеканала Продвижение с 1 января 2020 года.
Ранее был региональным партнёром федеральных телеканалов РЕН ТВ (до 31.12.2019), Пятница (до 13.02.2018), MTV (до 30.05.2013).
Радиус вещания — 110 км от Кировской телебашни: города Киров (Лянгасово, Радужный), Кирово-Чепецк, Слободской, посёлки Вахруши, Юрья и др.

## Руководство
- Михайлов Андрей Юрьевич — генеральный директор
- Алексей Веселов — технический директор
- Алексей Гаряев — коммерческий директор
- Сергей Зиновьев — художественный руководитель
- Елена Шмулевич — руководитель службы новостей

## История
Телекомпания «Гранд-ТВ» основана 27 марта 1995 года. 

## Собственные программы
- «Центр». Служба новостей телеканала. Новостные выпуски выходят ежедневно, в конце недели показывается итоговый выпуск.

- «Дело и деньги». Еженедельная информационно-аналитическая программа о бизнесе и политике. Впервые вышла в эфир в 1994 году. Автором и бессменным ведущим является Елена Шмулевич.

- «Автобан». Программа для автовладельцев. Выходит с 2000 года. В числе постоянных рубрик — «Один на дорогах города» и «Авария месяца». Один из организаторов ежегодного чемпионата по дрэг-рейсингу на трассе «Подгорянка—Шихово». Ведущая — Елена Шмулевич.

- «Парадный вход». Программа о женщинах и для женщин. Автор и ведущая — Наталья Мишина.

- «Аппетит». Программа о кулинарии. Постоянные рубрики — «Рецепт от шеф-повара», в которой рецептами делятся шеф-повара кировский ресторанов и кафе.

### Закрытые
- «Кировское времечко». Аналог передачи «Времечко».

- «Фильм на выбор». Еженедельная развлекательная программа. Зрителям предлагалось 3 фильма на выбор, сюжет которых обыгрывался в виде комичных сценок. Победитель определялся через телефонное (позднее, SMS) голосование, проводимое в течение дня.

- «Спортивный интерес». Новости спортивной жизни Кирова.
- «Известные люди на кухне», где вместе с ведущим блюдо готовят известные горожане и гости города. Ведущий — Александр Данилюк

## Награды
| Год  | Мероприятие                                                                  | Награда |
| ---- | ---------------------------------------------------------------------------- | --- |
| 1997 | Второй фестиваль региональных телекомпаний «Вся Россия»                      | Диплом второй степени в номинации «Лучший рекламный ролик» |
| 1998 | Первый Межгосударственный телефорум стран СНГ «Содружество»                  | Диплом победителя в номинации «Оператор» |
| 1998 | Третий фестиваль региональных телекомпаний «Вся Россия»                      | Диплом победителя в номинации «Режиссёрская работа» за фильм-концепт «Б. Г. (телепортации в Вятке)», диплом второй степени в номинации «Лучший рекламный ролик» |
| 1999 | Евразийский телефорум                                                        | Диплом победителя в номинации «Социальная реклама» |
| 2000 | Фестиваль «Правопорядок и общество»                                          | диплом победителя в номинации «Короткометражный фильм» |
| 2000 | Фестиваль «Урал ТВ-2000»                                                     | Диплом победителя в номинации «Публицистическая программа» за фильм «Неличное дело капитана Ходырева» |
| 2000 | Фестиваль «Урал ТВ-2000»                                                     | Диплом победителя в номинации «Урал — опорный край державы» за художественно-публицистический фильм «Так закалялась сталь» |
| 2001 | Четвёртый Евразийский телефорум                                              | Диплом финалиста в номинации «Просветительская программа», за фильм «Так закалялась сталь» |
| 2001 | Третий международный фестиваль правоохранительной тематики «Золотой Георгий» | Дипломы финалиста в номинациях «Оператор», «Режиссёр» и «Продюсер», дипломы победителя в номинации «Мемориальная программа» за фильм «Неличное дело капитана Ходырева» и номинации «Анимационный фильм, рекламный ролик, клип» за социальную ролик «Сбавь Скорость» |
| 2001 | Коллекция «Cinematheque Jean Marie Boursicot»                                | В коллекцию пошли ролики «Санаторий Нижне-Ивкино» и магазин «Очки» |
| 2002 | Четвёртый Евразийский телефорум                                              | Диплом финалиста в номинации «Быстрее, выше, сильнее!» за фильм «Кузница чемпионов» |
| 2003 | Шестой Евразийский телефорум                                                 | Диплом победителя за короткометражный фильм «Садык» |
| 2004 | Фестиваль короткометражных фильмов «Рыбий Глаз»                              | Победитель в номинации «Детская программа» за фильм «Про Митю и Мосю» |
| 2004 | Второй японский фестиваль короткометражных фильмов                           | Главный приз победителя в номинации «Детская программа» за фильм «Про Митю и Мосю» |
| 2004 | Четвёртый фестиваль «Культура в эфире»                                       | Главный приз «Дон Кихот» в номинации «Оператор» за фильм «Садык» |
| 2004 | Национальная премия «ТЭФИ-регион»                                            | Диплом победителя и награда «Золотой Орфей» в номинации «Операторская работа» за фильм «Садык» |
| 2004 | Девятый Евразийский телефорум                                                | Диплом победителя в номинации «Мир Культуры» за фильм «АЛЛЕ-ОП» |
| 2005 | Пятый фестиваль «Культура в эфире»                                           | Главный приз «Золотой знак» за победу в номинации «Детская программа» за фильм «Про Митю и Мосю» |
| 2005 | Мультимедийный фестиваль «Живое слово»                                       | Диплом финалиста в номинации «Язык репортажа» за сюжет программы «Центр» «Матом не ругаемся, матом говорим» |
| 2008 | Фестиваль «Созвездие РЕН ТВ»                                                 | Главный приз за победу в номинации «Лучший проморолик» |